# Ampelisca gibba
Ampelisca gibba is een vlokreeftensoort uit de familie van de Ampeliscidae. De wetenschappelijke naam van de soort is voor het eerst geldig gepubliceerd in 1883 door Sars.